# Sindrome di Tietze
La sindrome di Tietze è definita come un'infiammazione benigna, dolorosa, autolimitante, non suppurativa e localizzata delle cartilagini costali superiori. Ha eziologia sconosciuta. Colpisce le articolazioni costocondrali, costosternali, o sternoclaviculari. Il manubrio-sternale e le articolazioni xiphosternali sono meno frequentemente colpite. Presenta gonfiore nella cavità toracica anteriore fino alle giunzioni costcondrali, sternocostale o sternoclavicolare (Articolazione sterno-clavicolare). La sindrome di Tietze colpisce le costole vere e ha una predilezione per la 2ª e la 3ª costola.
Nei prontosoccorso, si stima che il 20-50% del dolore toracico sia dovuto a una causa muscoloscheletrica. Nonostante le condizioni muscoloscheletriche siano una ragione comune per le visite ospedaliere, talvolta vengono diagnosticate erroneamente come angina pectoris, pleurite e altre condinzioni cardiopolmonari a causa di una sintomatologia simile. Condizioni letale con sintomi simili, ad esempio l'infarto miocardico acuto, dovrebbero essere escluse prima della diagnosi di altre condizioni.
Anche se un tempo erano considerate patologie distinte è ora riconosciuta come una grave forma di costocondrite. La sindrome di Tietze si differenzia dalle forme meno severe di osteocondrite per la tumefazione delle cartilagini costali.
È stata descritta la prima volta dal chirurgo tedesco Alexander Tietze (1864-1927).

## Sintomi
Le manifestazioni cliniche comprendono l'insorgenza improvvisa o graduale di dolore di intensità variabile nella parete antero-superiore del torace, in associazione con un gonfiore delle cartilagini costali, di aspetto fusiforme e morbido alla palpazione. Nonostante la possibilità che il dolore possa irradiarsi alla spalla, braccio e al collo, la sua distribuzione di solito è all'interno del segmento innervato dalle fibre afferenti che trasportano l'impulso doloroso.
Il dolore è spesso aggravato dal movimento della parete toracica, da starnuti, tosse, respirazione profonda, flessione, sforzo e posizione prona. Alcuni pazienti riferiscono l'incapacità di trovare una posizione comoda nel letto e hanno dolori quando si girano nel letto; cambiamenti climatici, ansia, preoccupazione e la stanchezza possono esacerbare i sintomi. Il dolore è solitamente monolaterale, senza un emitorace preferenziale. Non viene riportata alcuna associazione con la sternotomia.
La sindrome di Tietze è considerata una condizione benigna che generalmente si risolve in 12 settimane. Tuttavia, spesso può essere una condizione cronica. Il dolore toracico associato può presentarsi in modo simile all'angina pectoris, normalmente associata a malattie cardiache, e può causare iperventilazione, ansia o attacchi di panico, sincope (svenimento) e ipoestesia temporanea (intorpidimento) paralisi e, a causa del dolore, pressione alta o ipertensione . In alcuni casi, il dolore può essere percepito come da 10 a 20 volte più doloroso della costocondrite normalizzata.
Molti casi di pazienti con infarto miocardico (infarto) sono stati riconsiderati e diagnosticati in modo improprio, a causa della natura identica dei sintomi. Nelle femmine, è spesso erroneamente diagnosticata come mastalgia. I sintomi della costocondrite sono simili a quelli di Tietze, la principale differenza è il gonfiore visibile della cartilagine costale e il dolore che si irradia alle braccia e alle spalle in quest'ultimo.

## Causa
La vera eziologia della sindrome rimane ancora sconosciuta, anche se sono state proposte diverse teorie. Una molto popolare si basa sull'osservazione che molti pazienti iniziano a sviluppare sintomi a seguito di un'infezione respiratoria acuta e tosse secca, con uno studio che ha rilevato che 51 pazienti su 65 hanno contratto la sindrome di Tietze dopo una tosse o un'infezione del tratto respiratorio. Pertanto, è stato ipotizzato che il trauma lieve ripetitivo di una grave tosse da un'infezione respiratoria possa produrre piccole lacrime nel legamento cartilagineo chiamate microtraumi, causando la sindrome di Tietze. Questa teoria è contestata in quanto non tiene conto di sintomi come l'insorgenza di attacchi a riposo e il fatto che il gonfiore alcune volte si sviluppa prima di un colpo di tosse. L'infezione respiratoria è stata osservata anche accompagnando l'artrite reumatoide, che, accoppiata con la leucocitosi, neutrofilia, proteina C-reattiva, e un'elevata velocità di eritrosedimentazione, suggerisce un fattore infettivo e reumatoide, sebbene l'evidenza sia contrastante. Molte teorie come la malnutrizione, trauma addominale, e tubercolosi, sono state ritenute tra le potenziali cause, ma da allora sono state lasciate senza supporto.

## Trattamento
Dopo la valutazione medica e la conferma dell'assenza di eventi cardiologici immediati, in particolare infarto, il trattamento normale include il riposo riducendo le attività che interessano il torace. Si raccomanda la somministrazione di farmaci antinfiammatori tra cui naprossene, ibuprofene, aspirina e paracetamolo. Per eventi molto dolorosi e debilitanti, in cui il dolore è insopportabile o richiede cure di emergenza, Toradol viene generalmente prescritto e somministrato per iniezione diretta. Questo può alleviare la maggior parte del dolore in 5-10 minuti. Altre fasi del trattamento includono la terapia fisica, l'applicazione di impacchi di ghiaccio sulla zona del torace per ridurre il gonfiore e l'applicazione di un cerotto analgesico che può contenere anche lidocaina. Gli steroidi glucocorticoidi possono essere prescritti per ridurre l'infiammazione.[7] Se il dolore si ripresenta, i medici possono anche raccomandare antidepressivi triciclici come l'amitriptilina, che viene spesso utilizzata per controllare il dolore quando i pazienti hanno difficoltà a dormire la notte. Anche il farmaco antiepilettico gabapentin  si è dimostrato efficace nel controllare il dolore cronico. Se il dolore è abbastanza grave e si ripresenta, un medico può prescrivere un farmaco contenente codeina, come codeina/paracetamolo . Tuttavia, poiché la codeina può creare assuefazione, viene generalmente prescritta solo quando il Toradol o altri analgesici non sono riusciti a fornire un sollievo sufficiente.